# 신헌영

신헌영(辛憲英, 191년~269년)은 중국 삼국 시대 위나라~진나라의 여인으로 본명은 알려지지 않았으며 자는 헌영(憲英)이다. 삼국 시대 위나라의 관료인 신비(辛毗)의 딸이며 신평(辛評)의 조카이다. 또한 신창(辛敞)의 누이이며, 양탐(羊耽)의 아내이다.

## 같이 보기
- 삼국지 인물 목록